# فریب کوگان (فیلم)
فریب کوگان (انگلیسی: Coogan's Bluff) فیلمی در ژانر اکشن به کارگردانی دان سیگل است که در سال ۱۹۶۸ منتشر شد.

## بازیگران
- کلینت ایستوود
- لی جی. کاب
- سوزان کلارک
- دان استراود
- بتی فیلد
- تام تالی
- دیوید دویل
- سیمور کاسل
- جیمز ادواردز
- ایو برنت